# R. Nussbaum
Die R. Nussbaum AG mit Sitz in Olten ist ein Schweizer Entwickler, Hersteller und Direktvertreiber von Armaturen und Systemen für die Sanitär- und Heiztechnik. Das in vierter Generation geführte Familienunternehmen produziert und vertreibt Armaturen für die Wasserverteilung in Gebäuden und öffentlichen Anlagen, Pärken und Gärten. Hierzu zählen Absperrventile, Druckminderer, Sicherheitsventile, Feinfilter, Kalkschutzgeräte sowie Rohre. Darüber hinaus vertreibt Nussbaum auch Armaturen für die Gasverteilung sowie für Kühl- und Kältekreisläufe und Druckluftinstallationen.
Die R. Nussbaum AG verfügt über ein Vertriebsnetz mit siebzehn Filialen sowie einen eigenen Online-Shop.

## Geschichte
Das Unternehmen wurde 1903 als Handelsunternehmen für Armaturen und Spenglereiwerkzeug durch das Ehepaar Marie und Rudolf Nussbaum-Bürgi in Olten gegründet. Vier Jahre später begann die Herstellung eigener Produkte in der Giesserei. 1920 wurde der Betrieb R. Nussbaum & Co. AG in eine Aktiengesellschaft umgewandelt.
Nach Rudolf Nussbaums Tod ging das Unternehmen 1928 an seine vier Söhne über. Diese bauten das Unternehmen aus und übergaben 1968 den auf 300 Mitarbeiter angewachsenen Betrieb an die dritte Generation. Mit dem Generationenwechsel ging Ende der 1960er Jahre auch ein Strategiewechsel einher. Wurden zuvor auch Kleinstserien produziert, so konzentrierte sich das Unternehmen unter der neuen Leitung auf das Segment der Gebäude-, Industrie- und Laborarmaturen. In der Folge wurden die Produktionsstätten ausgebaut und ein schweizweites Filialnetz aufgebaut. Ende 2002 übernahm mit Dr. Roy Nussbaum und Urs Nussbaum die vierte Generation die operative Gesamtverantwortung, als Delegierte des Verwaltungsrates, des erfolgreichen Unternehmens. Auch unter der neuen Führung wurde die Firma laufend weiter entwickelt. So wurden 2004 ein automatisiertes Zentrallager, 2009 ein neues Produktionswerk sowie 2011 das Kundenhaus „Optinauta“ in Trimbach bei Olten in Betrieb genommen. Neue Filialen wurden in Gwatt-Thun (2008), Zug (2009), Buchs-SG (2011) sowie Winterthur (2014) eröffnet. Auch durch Produktinnovationen – wie etwa der weltweit ersten Lancierung einer nickelfreien Edelstahlrohrgeneration 2007 oder Optiflex-Profix 2009 – überschritt der Umsatz 2010 erstmals die 170 MCHF Grenze.
Per Anfang 2012 wurde die Geschäftsleitung mit Michael und Andreas Nussbaum, ebenfalls vierte Familien-Generation, auf 6 Mitglieder erweitert.

## Geschäftsleitung
- Roy Nussbaum (Vorsitz, Delegierter des VR)
- Urs Nussbaum (Vorsitz, Delegierter des VR)
- Urs Bobst (Leiter Innovation & Partner)
- Beat Loretz (Leiter Marketing & Verkauf) † 2023[3]
- Andreas Nussbaum (Leiter Produktion)
- Thomas Schläfli (Leiter Logistik)[4]

## Produktionsstandorte

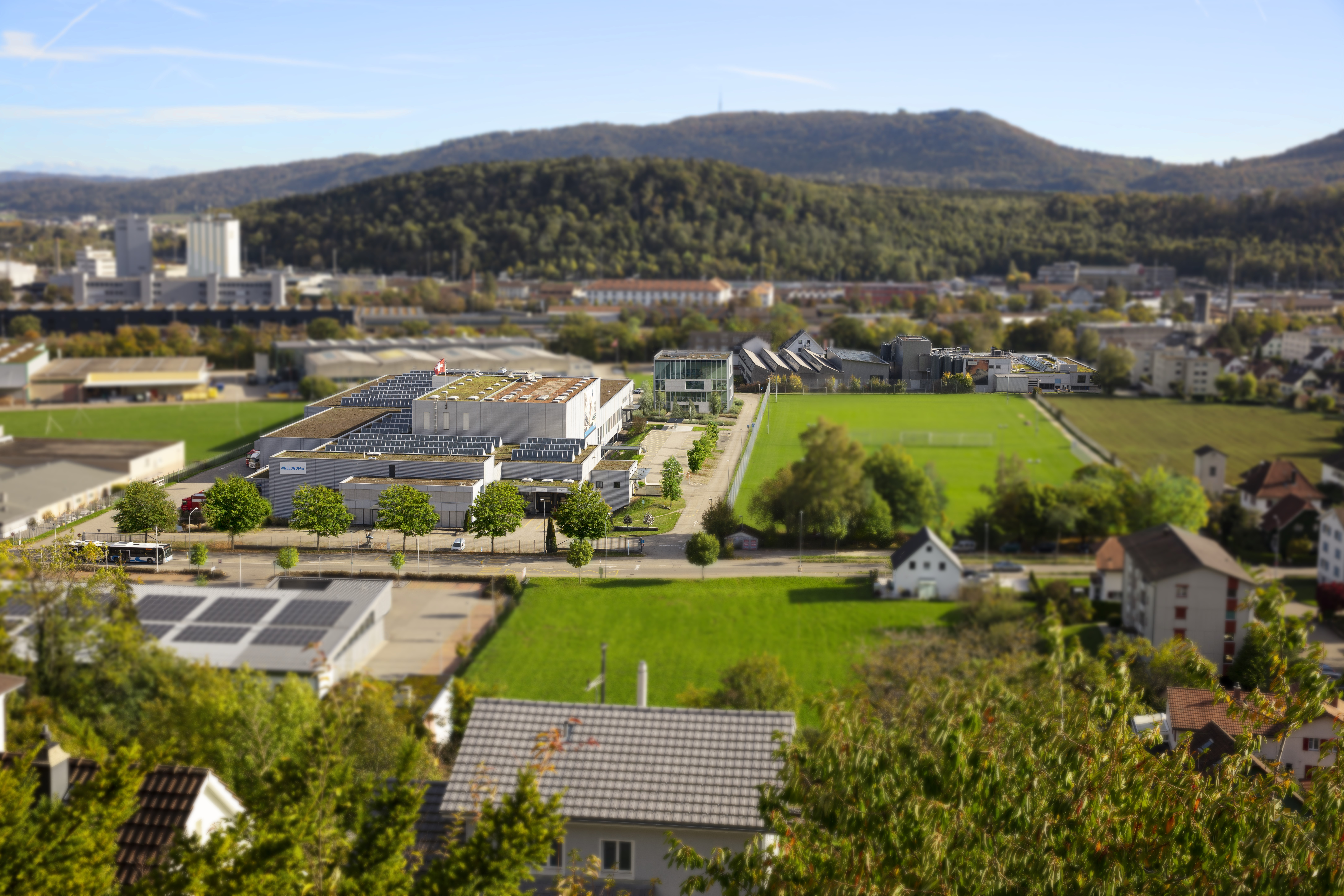
Produktionsstätte in Trimbach bei Olten
Ein wesentlicher Teil des Nussbaum Sortiments wird in eigenen Produktionsanlagen in der Schweiz hergestellt.
Armaturenfabrik

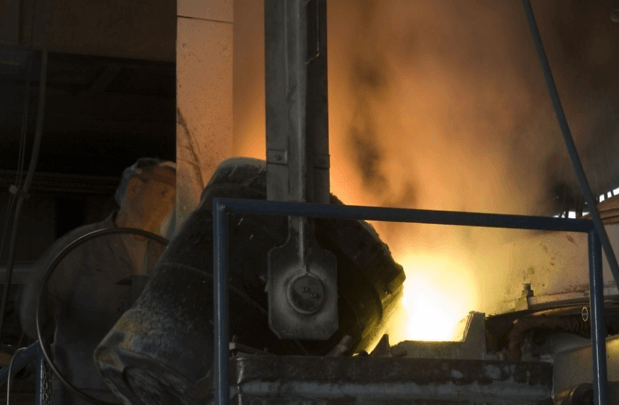
Giesserei Trimbach

Rund ein Viertel der gesamten Belegschaft von Nussbaum ist in der Armaturenfabrik beschäftigt. Vorprodukte wie Gussrohlinge werden in der Armaturenfabrik weiterverarbeitet:
Sie werden mechanisch bearbeitet, auf Druckdichtheit geprüft und zu kompletten Armaturen montiert.
Zentrallager
Im Hochregallager von Nussbaum werden etwa 3.500 Paletten gelagert, während im Multishuttleager fast 13'000 Behälter und im automatisierten Kleinteilelager etwa 42.000 Behälter zum Einsatz kommen.

## Produkte und Dienstleistungen
Nussbaum-Produkte sind schweizweit anzutreffen und bieten eine System- und Produktelösung für den Sanitär- und Heizungsbereich.
Sanitär: Im Bereich Sanitär bietet Nussbaum unter anderem Armaturen, Vorwandsysteme, Installationssysteme, Gartenarmaturen und Spezialarmaturen.
Heiztechnik: Im Bereich Heiztechnik bietet Nussbaum Installationssysteme für die Montage von Heizungs-, Kälte- und Industrieanlagen sowie Therm-Control für eine intelligente Einzelraumregelung und Pressfittings für eine sichere und effiziente Montage.
Dienstleistungen: Kursangebote, Planungsservice, Serviceleistungen, Spezialanfertigungen, Onlineleistungen, Gesamtleistungen, Ausstellungsmodule und Materialauszüge

## Filialen
- Basel
- Bern
- Biel
- Brig
- Buchs SG
- Carouge
- Crissier
- Giubiasco
- Givisiez
- Gwatt-Thun
- Kriens
- Sion
- Steinhausen/Zug
- St. Gallen
- Trimbach bei Olten
- Winterthur
- Zürich[7]

## Verbände
Das Unternehmen R. Nussbaum AG ist aktives Mitglied und Partner verschiedener Branchenverbände und Interessensgemeinschaften:
- Schweizerisch-Liechtensteinischer Gebäudetechnikverband (suissetec). (Dank der Gewährleistungsvereinbarung mit suissetec geniessen deren Mitglieder erweiterte Garantiebestimmungen bei der R. Nussbaum AG)
- Verband Schweizerischer Armaturenfabriken (URS). R. Nussbaum AG ist aktives Mitglied des Branchenverbandes URS. Mit Hans und Roy Nussbaum stellte sie mehrere Präsidenten. Mittels Verband URS nimmt die R. Nussbaum AG auch Einsitz in Gremien wie dem Schweizerischen Verein des Gas- und Wasserfaches (SVGW).
- Solothurnische Handelskammer
- Industrie- und Handelsverein Olten
- Swissmem
- Swiss Family Business

Die R. Nussbaum AG engagiert sich auch in lokalen und gesamtschweizerischen Unternehmensverbänden. Mit Roy Nussbaum und Urs Nussbaum ist sie in deren Vorständen aktiv vertreten.